# Krasznaterebes
Krasznaterebes (románul: Terebești ) falu Romániában, Szatmár megyében, Terebești központja.

## Fekvése
Szatmár megyében, Nagymajtény-tól keletre fekvő település. A megyeszékhely Szatmárnémetitől 25 kilométerre található, a DJ 108L-es megyei út mentén. Nagykároly irányából a DJ 194-es megyei úton közelíthető meg.

## Története
Krasznaterebes (régi nevén: Piskáros) az 1900-as évek eleji adatok szerint az erdődi járásban levő kisközség volt, 170 házzal, és 646 lakossal.
1332-ben Pyskaros, 1428-ban Pyskaras -ként volt írva neve.
A 14. század elején már egyházas helyként volt számon tartva, s birtokosa a Piskárosi család volt.
1449-ben a Zsadányi család tagjait iktatták be részeibe.
1457-ben a Vetési család volt Piskáros birtokosa.
1489-ben Csáky Benedeké volt, de a helység egynegyed részét Drágfi Bertalannak ítélték oda.
1551-ben Drágfi Gáspár özvegye kapta meg, majd az erdődi, és később a daróczi uradalom része volt, és a szatmári várhoz tartozott.
1660-ban Szodoray Mihály is részt kapott itt.
A szatmári béke után gróf Károlyi Sándor birtoka lett, s a Károlyi család volt ura egészen a 19. század közepéig.

## Nevezetességek
- Görögkatolikus templom